# 外套膜
外套膜（がいとうまく）は、軟体動物に見られる器官である。
これは背側で内臓を覆う体壁であり、多くの種ではこの器官の表皮から炭酸カルシウム（石灰などに使用）を分泌して貝殻を作り出す。

## 貝殻の形成
多くの軟体動物の種で、貝殻の真珠層が外套膜の外胚葉細胞より分泌される。軟体動物の血液は液体状態のカルシウムが豊富であり、このカルシウムを炭酸カルシウム（CaCO3）として結晶化させる。各々の層の結晶は形態と方向を違える。真珠層は貝殻の内側に蓄積し続け、貝殻を新しくし続ける事で寄生虫を防いだり傷を直したりしている。
炭酸カルシウムの層は二つに分かれており、外側はチョーク状の角柱層、内側は光沢のある薄板状の真珠層である。これらの層は炭酸カルシウムの結晶を結びつけるコンキオリンというキノン化された蛋白質から構成された物質を含むことがある。
一部の貝殻には色素を持つものがあり、美しい色彩のものもある。これらの貝の色素にはピロールやポルフィリンが含まれていることがある。

## 外套腔
外套膜縁では外套膜は二重になっており、そこから体外の水が入る。この空間を外套腔と呼び、鰓、肛門、嗅検器、外腎門、生殖口などを含む軟体動物の中心的な特徴である。これは全ての軟体動物で呼吸のために使われ、二枚貝では採餌器官、一部の種では幼生を育てる育房として、頭足類と一部の二枚貝では移動器官に用いられる。
外套膜は非常に筋肉質で、他の軟体動物が足を使って移動するのに対し、頭足類は管状の水管である漏斗から水を噴き出して水中を高速移動できる。
頭足類の神経系は脊椎動物以外の有体腔動物の中でも最も複雑である。頭足類の外套膜にある巨大神経線維は神経生理学における恰好の実験材料であった。